# Celleporaria capensis
Celleporaria capensis is een mosdiertjessoort uit de familie van de Lepraliellidae. De wetenschappelijke naam van de soort is voor het eerst geldig gepubliceerd in 1935 door O'Donoghue & de Watteville.